# Murphy (Teksas)
Murphy – miasto w Stanach Zjednoczonych, w stanie Teksas, w hrabstwie Collin.
Pierwsi osadnicy pojawili się na tym obszarze w 1848 roku, a prawa miejskie zostały przyznane 29 września 1958 roku.

## Demografia
Według przeprowadzonego przez United States Census Bureau spisu powszechnego w 2010 roku miasto liczyło 17 708 mieszkańców. Natomiast skład etniczny w mieście wyglądał następująco: Biali 60,4%, Afroamerykanie 10,9%, Azjaci 23,4%, pozostali 5,3%.